# Peter Stradelinges

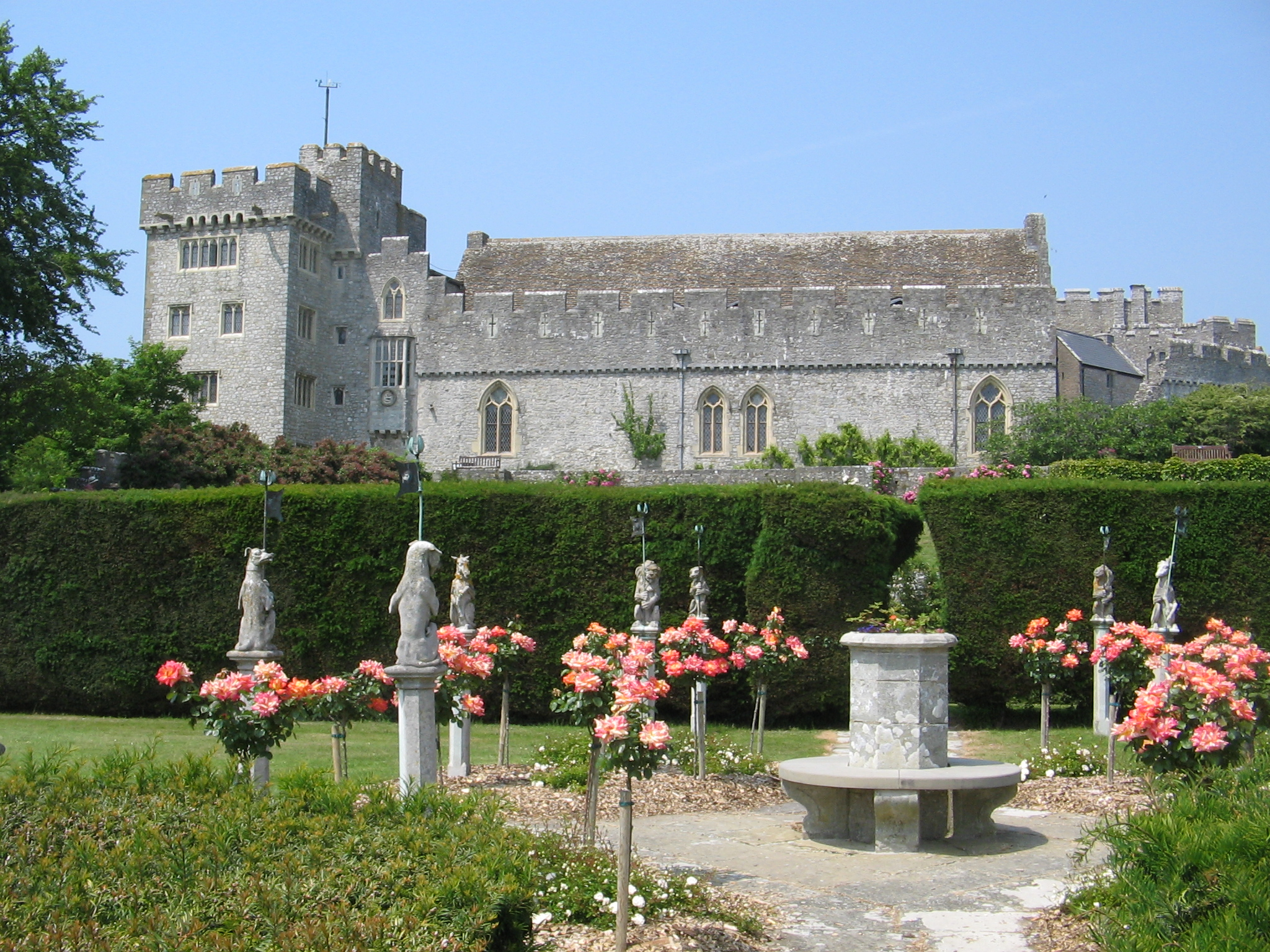
Peter Stradelinges erwarb zu Beginn des 14. Jahrhunderts St Donat’s Castle in Südwales

Sir Peter Stradelinges (auch Stradling, de Stratelinges oder Straddeley) († vor 1314) war ein englischer Adliger, der vermutlich aus dem damaligen Savoyen stammte. Durch Dienst für den englischen König und durch eine reiche Heirat stieg er vom Sohn eines ausländischen Ritters zu einem Landadligen mit Besitzungen in England und Wales auf.

## Herkunft
Peter Stradelinges war der älteste Sohn von John de Estratlinges, der der Familie Strättligen aus dem Berner Oberland entstammte. Er war vermutlich ein Sohn aus einer ersten Ehe seines Vaters und begleitete seinen Vater, als dieser nach 1263 nach England auswanderte. Sein Vater heiratete in England die reiche Erbe Maud Wauton, doch da die Ehe kinderlos geblieben war, fiel nach dem Tod seines Vaters 1293 ihr Erbe an sie zurück. Damit erbte Peter nur die Besitzungen, die sein Vater im Dienst der Krone in England erworben hatte.

## Aufstieg zum Landadligen in Wales
Peter Stradelinges diente wie sein Vater dem mit ihm verwandten Otton de Grandson, der ein enger Freund des englischen Königs Eduard I. geworden war. Wahrscheinlich war er der Peter de Straddeley, der 1296 Verwalter von Neath Castle in Wales war und der die Burg 1297 an Walter Hakelute übergab. Während des Französisch-Englischen Kriegs nahm Stradelinges 1297 am Feldzug des englischen Königs nach Flandern teil. Als Otton de Grandson 1298 als Unterhändler nach Frankreich reiste, beauftragte er Stradelinges mit der Verwaltung seiner Besitzungen in Tipperary und Waterford in Irland. Vermutlich zu Beginn des 14. Jahrhunderts konnte Stradelinges Joan Haweia, eine Tochter von Thomas de Haweia heiraten. Sie wurde nach dem Tod ihres Bruders Thomas vor 1298 zur Erbin der Besitzungen ihres Vaters, so dass Stradelinges durch die Heirat in den Besitz von St Donat’s Castle in Glamorgan, Combe Hawey in Somerset und Compton Hawey in Dorset kam. Mit seiner Frau hatte er mindestens zwei Kinder:
- John Stradling († vor 1316)
- Edward Stradling († um 1363)[3]

Stradelinges starb 1314 oder kurz zuvor. Sein Erbe wurde zunächst sein älterer Sohn John, nach dessen frühen Tod sein jüngerer Sohn Edward.